# 狭叶点地梅
狭叶点地梅（学名：Androsace stenophylla）为报春花科点地梅属下的一个种。其种加词“Stenophylla”意为“窄叶的”。